# Ouldémé (langue)
Pour les articles homonymes, voir Ouldémé.
Le ouldémé (ou mizlime, ouldeme, udlam, uldeme, uzam, uzlamwuzlam, wuzlam) est une langue tchadique biu-mandara parlée au Cameroun par la population ouldémé, dans l'Extrême-Nord, le département du Mayo-Sava, l'arrondissement de Tokombéré, le massif de Wuzlam au sud de Mora.
En 1982 on comptait environ 10 500 locuteurs.

## Écriture
| a | b | ɓ | c | d | dz | ɗ | e | ə | f | g | gw | gh | h | hw | i | k | kw | l | m | mb | n | nd | nz | ŋ | ŋg | ŋgw | o | p | r | s | sl | t | ts | u | v | w | y | z | zl |

Les tons sont indiqués sur la voyelle lorsqu’il peut y avoir ambigüité à l’aide de l’accent aigu pour le ton haut, le macron pour le ton moyen et l’accent grave pour le ton bas.